# Bumpy Johnson
Ellsworth Raymond "Bumpy" Johnson (31 de outubro de 1905 - 7 de julho de 1968) foi um gangster afro-americano do Harlem, em Nova York. 
Johnson cresceu numa família pobre, onde se envolveu com atividades criminosas desde muito jovem. Era conhecido por seu temperamento explosivo e desgosto por brancos. Ele começou a ganhar destaque no mundo do crime servindo na rede de apostas ilegais lideradas pela Madame Stephanie St. Clair. Na década de 1930, ele já era o mais importante tenente de St. Clair. Johnson e sua chefe começaram uma guerra com o gangster nova-iorquino Dutch Schultz, que levou a morte de quarenta pessoas. No final, o lado de Johnson perdeu.
Em 1952, as atividades criminosas de Johnson foram reportadas na revista Jet. Naquele mesmo ano, ele foi sentenciado a quinze anos de prisão por conspiração para tráfico de drogas, relacionado a heroína. Ele serviu boa parte de sua sentença na Penitenciária de Alcatraz, na Baía de São Francisco, como preso No. 1117, sendo solto em 1963 sob condicional.
Johnson foi preso mais de quarenta vezes ao longo da vida e cumpriu duas sentenças distintas relacionadas a tráfico de drogas.
Morreu em 1968 vitima de insuficiência cardíaca.